# Puffy
PUFFY, também conhecido como Puffy AmiYumi nos Estados Unidos e em boa parte das Américas  é um grupo musical japonês de música pop, com elementos de jazz e rock, formado em 1995, na cidade de Tóquio em um dos escritórios da Sony Entertainment. O grupo se tornou popular no Japão após o lançamento de seu primeiro single, Asia no Junshin, em 1996, vendendo milhões de cópias, e ficando durante 46 semanas na terceira posição da Oricon, a maior parada musical do Japão.  No entanto, elas se tornaram muito populares internacionalmente após o lançamento do seu terceiro disco, o Jet-CD, vendendo milhões de cópias no Japão, e ganhando fama internacional.
O grupo é formado pelas cantoras Ami Onuki e Yumi Yoshimura. Tida como uma das mais populares duplas musicais japonesas, as PUFFY já licenciaram milhões de produtos com suas marcas, venderam mais de 14 milhões de álbuns  e viajaram para diversos países em todo o mundo.

## Integrantes
| Nome           | Nascimento             | Origem           |
| -------------- | ---------------------- | ---------------- |
| Ami Onuki      | 18 de setembro de 1973 | Machida - Japão  |
| Yumi Yoshimura | 30 de janeiro de 1975  | Neyagawa - Japão |

### Membros das turnês
| Nome | Instrumentos |
| --- | ------------ |
| Takashi Furuta, Matsukawa Tsuneji, Nakajimanobu, Koichi Kawanishi, Masayuki Kobayashi, Masato Yamada e Hirao Yusuke | Bateria      |
| Tomio Inoue, Hiroshi Kinoshita e Kataru Nyurotika                                                                   | Baixo        |
| Yanagisawa Fumio, Tsuyoshi Tsuji, Kenji Fujii, Shizuo Nyurotika, Em Shigeo, Keigo Iwase e Yusuke Fujita             | Guitarra     |
| Gee2wo, Junichi Fujimoto, Saito Sim Tai, Mikio Ito, Akinori Suzuki e Shunsuke Watanabe                              | Teclado      |

## Biografia[12]

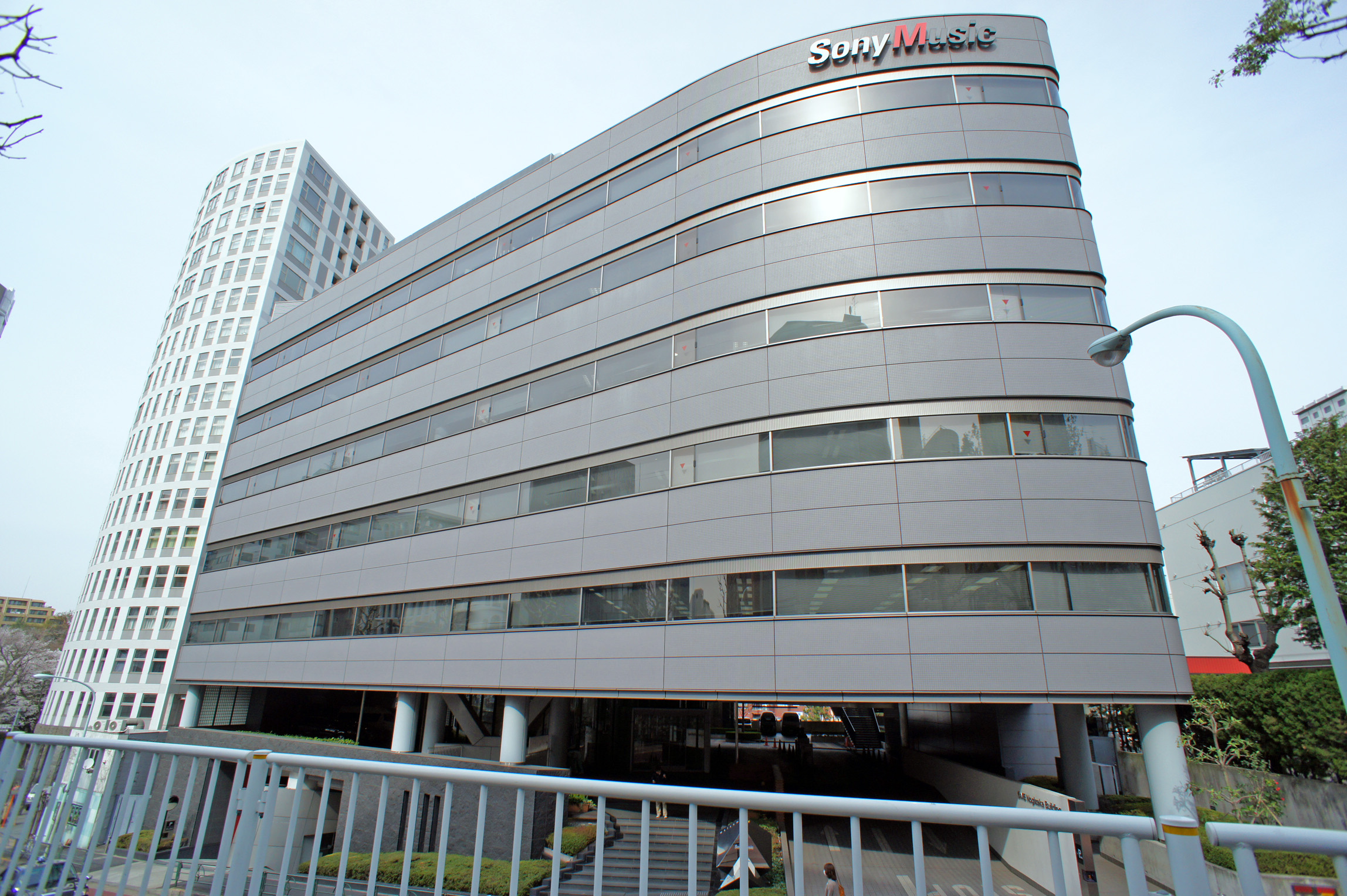
Os estúdios da Sony Music Entertainment. (abril de 2012)

Quando estava no colegial (aproximadamente em 1988), Ami fazia parte de uma banda chamada Hanoi Sex. Ami já estava no 2º ano quando ela e a banda fizeram um teste de audição e passaram, sendo contratados pela Sony Music Entertainment. O que foi uma surpresa para a banda, já que a própria Ami disse que só esperava "uma carta de rejeição". Anos se passaram com pouca atividade por parte da banda e da Sony, esta não parecia dar muita importância para a banda. Enquanto isso, Ami fazia aulas de canto e um curso profissional para melhores performances no palco. Com o tempo, os membros da banda foram saindo, ou porque iriam cursar a faculdade ou simplesmente porque não levavam a banda muito a sério, restando apenas Ami, que foi encorajada a ficar, apesar de não estar com uma banda, sendo contratada como artista solo. 
Ami passa a gravar seu álbum solo (que anos mais tarde seria usado como parte do álbum solosolo), mesmo não tendo muita confiança de que conseguiria sozinha. Tamio Okuda, ex-vocalista da banda Unicorn, estava produzindo o CD solo de Ami; os dois haviam se conhecido em um show do SPARKS GOGO.
Enquanto isso, Yumi participou do Chotto Sokomade Talent Search (que tinha suporte da Sony Music Artists), quando "tinha uns 18 anos" (isso seria aproximadamente em 1993), conseguindo passar na audição e sendo contratada pela Sony. Yumi mudou de Osaka para Tóquio sozinha, sem nem ao menos conhecer ninguém lá. Foi quando que, por coincidência, ela conhece Ami em um dos escritórios da Sony e depois se encontram novamente por coincidência em uma festa depois de um show, onde as duas perceberam que tinham muito em comum e, por não terem muita crença em suas carreiras solo, resolvem formar uma dupla. 
Pelo fato de que Ami já estava gravando um álbum solo e ambas eram contratadas como artistas solo, elas tiveram que pedir para Sony contratá-las como uma dupla (isso em 1995). Quando juntas, suas vozes combinaram perfeitamente, tendo uma harmonia muito parecida. Tamio Okuda foi chamado para produzir o primeiro álbum da banda, amiyumi, e Kaz Harada estava como o empresário (provavelmente por já estar trabalhando com Yumi). O nome da banda iria ser Crazy Virgin, porém o produtor e músico norte americano Andy Sturmer após ouvir as músicas surgiu com o nome PUFFY. Pelo que parece, Kaz sentou num canto do estúdio e ficou repetindo o nome "PUFFY" várias vezes, não conseguindo tirá-lo da cabeça. Por isso Andy Sturmer é normalmente chamado de "o padrinho de PUFFY".   A banda em si foi formada em 1995, mas as atividades começaram um ano depois, com o lançamento do 1º single.

### 1996–97: Primeiro álbum e sucesso
O primeiro single, Asia no Junshin, vendeu mais de um milhão de cópias e imediatamente transformou PUFFY em sensação no Japão no meio dos anos 90. As gravações seguintes também viraram hits com suas melodias contagiantes que lembravam o rock dos anos 60 e 70, e, além de vender milhões de álbuns, o som de PUFFY fez o ritmo de diversos comerciais de TV. O segundo single do grupo, Kore ga watashi no ikiru michi, foi o mais vendido de toda a história da banda.  O primeiro álbum do grupo, nomeado como amiyumi, foi lançado em 22 de julho de 1996 no Japão, e ficou na terceira posição durante 36 semanas seguidas, vendendo 3 milhões de cópias.  A popularidade do grupo ficou dividida, pois o mesmo recebeu critícas mistas na maioria dos casos, pois embora seu primeiro single, Asia no Junshin, tivesse uma letra interessante, sua melodia era considerada "fraca" pela maioria da imprensa japonesa.  No entanto, quando Kore ga Watashi no Ikiru Michi foi lançado, elas foram levadas para o estrelato, aparecendo em todas as redes de TV do Japão, e se tornando uma sensação pop japonesa.  Mais tarde, elas visitaram os Estados Unidos para gravação do VHS RUN! PUFFY! RUN!, aonde elas gravaram em Nova York, brincando e se divertindo nas ruas da cidade, e também cantaram algumas músicas de seu primeiro album, como Asia no Junshin e Kore ga Watashi no Ikiru Michi. O VHS foi lançado no Japão em 1 de Dezembro de 1996. 
O estilo da banda se tornou um referencial para a época, inspirado nas décadas de 60 e 70, ele trouxe um diferencial, e se tornou moda entre as adolescentes do Japão. As meninas lotavam as bancas de revistas, e eram diversas vezes capas de revistas famosas no Japão, como Zipper, Cutie, PeeWee e Pati Pati, fazendo com que suas roupas criassem uma nova tendência na moda japonesa, devido as roupas irreverentes e os jeans descolados para a época. Em março de 1997, foi lançada o novo single do grupo, nomeado como Circuit no Musume, que deu a elas um patrocínio para uma própria linha de scooters com o nome da banda. Segundo Okuda, a música foi inspirada em I Saw Her Standing There da banda The Beatles. Depois de um mês do lançamento de Circuit no Musume, veio o mais novo single da dupla, o Nagisa ni Matsuwaru Etcetera, que se tornou rapidamente um sucesso instantâneo. A banda estava em todas as revistas e elas tinham acabado de fechar um contrato para uma linha de cremes para o rosto, além do anuncio de sua primeira turnê, a Tour Puffy Tour!, a Mania Puffy estava formada. O segundo álbum de estúdio, chamado Solo/Solo (também estilizado como solosolo) foi lançado em agosto de 97, que era dividido em duas partes, uma com músicas cantadas somente por Ami, e outro com músicas cantadas somente por Yumi. As músicas de Ami foram dirigidas por Andy Sturmer, enquanto as músicas de Yumi foram dirigidas por Tetsutaro Sakurai.  No entanto, diferente de seu álbum antecessor, ele não foi bem recebido pela critica, mas conseguiu ficar durante 10 semanas na segunda posição da Oricon. 

### 1998–99:Jet-CDe retorno as paradas de sucesso
O sucesso da banda se espalhou pela Ásia Oriental, e os shows da primeira turnê fizeram parte de diversos países. Para que o grupo se torna-se um sucesso, fizeram diversas campanhas em toda a Ásia, e os discos da banda foram colocados para venda em Taiwan, recebendo rapidamente um disco de ouro pelas vendas do primeiro álbum no país.  Em abril de 1998, foi lançado o terceiro disco do grupo, nomeado como Jet-CD, o maior sucesso da banda até os tempos atuais, marcado pelas 5 músicas mais épicas das PUFFY, e por milhões de cópias vendidas.  Ele ficou durante 16 semanas na primeira posição da Oricon, sendo o único disco da banda a conseguir este feito.  Neste disco, elas alcançaram a maior influência sobre os Beatles, e conseguiram ser uma das artistas mais aclamadas pela critica japonesa no ano de 1998.  Mais tarde, a dupla estrelou seu próprio show de televisão, o Pa-Pa-Pa-Pa-Puffy, um programa de variedades.  A dupla ganhou o Japan Gold Disc Award como Melhor Álbum do Ano por seu lançado de 1998. 
Em 23 de junho de 1999, elas lançaram seu próximo disco, o Fever*Fever, que se tornou um dos álbuns mais viciantes de 1999.  Embora a música tenha tido complicações no Japão para 99, Fever*Fever conseguiu ficar na terceira posição da Oricon por 8 semanas, vendendo milhões de cópias pelo Japão e diversos países. Elas também lançaram uma nova turnê, a Jet Tour, que depois ganhou um DVD. Também foi lançado um disco com remixes do grupo, chamado PRMX, que misturava todos os sucessos da banda em versões remixadas, com um ar techno. 

### 2000–01:Spikee lançamento nos Estados Unidos
No ano de 2000, PUFFY lançou seu próprio álbum "Greatest Hits". Era inevitável, cada artista japonês liberava uma gravação de tempos em tempos, se eles estiveram ao redor por muito tempo ou não. Neste caso, acabou por ser uma coleção bastante definitiva de sucessos de PUFFY e canções mais memoráveis. Ela também incluiu sua versão em chinês mandarim de Ai no Shirushi e Kore ga Watashi no Ikiru Michi. O seu álbum de sucessos conseguiu ficar durante 11 semanas na segunda posição da Oricon.  Aproximando-se do fim do novo, o novo álbum de estúdio da banda acaba de sair, intitulado Spike, com singles de sucesso recente como Umi e Boogie Woogie no. 5. O álbum ganhou a pior posição de um álbum da banda, até aquele momento, ficando na décima posição durante 4 semanas, e sendo ferrenhamente criticado pela mídia.  A popularidade da banda estava bem fraca, mais mesmo assim, elas contrataram Rodney Alan Greenblatt, um norte-americano, para desenvolver uma versão em inglês de seu último álbum.
No ano seguinte, elas lançam o seu primeiro disco para os Estados Unidos. A versão norte-americana de Spike foi lançada em 5 de junho de 2001, e diferente do disco original, este agradou o público, se tornando algo interessante para o mercado daquele país.  Muitas das traduções foram feitas por Tamio Okuda, Andy Sturmer e Takashi Furuta. A banda não pode usar seu nome original, pois Sean Combs proibiu que a banda utilizasse o nome PUFFY, pois o mesmo usava esse nome na época. Desta forma, nos Estados Unidos, elas ficaram conhecidas como Puffy AmiYumi. 

### 2002–03: Primeira turnê norte-americana eTeen Titans
No começo de 2002, elas deram inicio a uma turnê nos Estados Unidos, com o apoio de produtores da Sony Music, que ficaram impressionados com as vozes das cantoras.  Logo depois, Sam Register, um produtor de televisão norte-americano, havia visto um clipe da banda PUFFY em um canal, e embora não soubesse o nome delas, se interessou pelo estilo musical da banda. Algum tempo depois, quando ele se mudou para Los Angeles, ele ouviu em uma rádio, um programa que falava sobre a banda e também sobre a Sony Music, o que gerou mais interesse do mesmo. Na entrevista elas falavam sobre o seu último álbum lançado nos Estados Unidos, o An Illustrated History. Depois disto, Sam Register conheceu Ami Onuki e Yumi Yoshimura na Sony, aonde apresentou a ideia de uma série animada para as garotas. Neste mesmo tempo, Sam estava desenvolvendo um novo show chamado Os Jovens Titãs. Aproveitando o fato de que estava a procura de um tema de abertura para esta nova série, Sam sugeriu que a banda poderia fazer isto, já que Os Jovens Titãs tinha temas ligados à animação japonesa. Logo depois deste acontecimento, Sam Register começou a planejar Hi Hi Puffy AmiYumi, tendo a música tema de Os Jovens Titãs como base principal para a música tema do show. Depois de algum tempo, Register apresentou um piloto para o Cartoon Network, que aprovou o projeto. No ano de 2003, é lançado o disco Nice., tanto no Japão quanto nos Estados Unidos, no dia 22 de janeiro, conseguindo um fraco desempenho na Oricon, ficando na vigésima posição durante 4 semanas. 

### 2004–06:Hi Hi Puffy AmiYumieSplurge

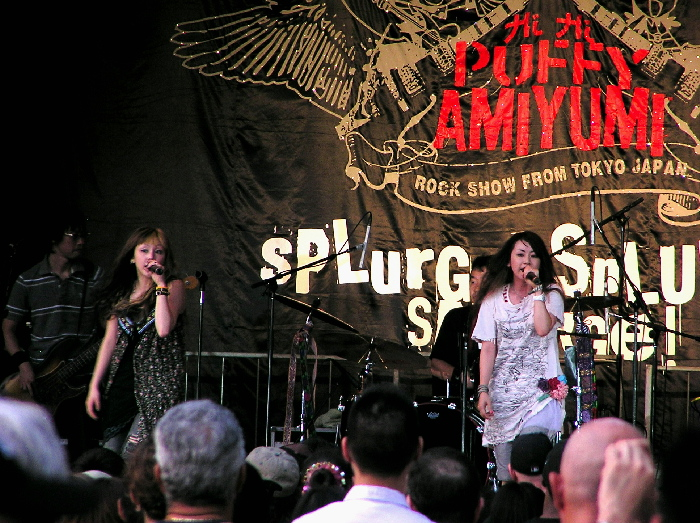
PUFFY no World Financial Center Plaza. (novembro de 2006)

Em 19 de novembro de 2004, uma série animada com versões em desenho animado de Ami e Yumi, Hi Hi Puffy AmiYumi, estreou no Cartoon Network dos Estados Unidos. Embora elas sejam dubladas por atrizes americanas, Ami e Yumi verdadeiras estrelam curtos segmentos em live-action gravados no Japão. O show também conta com algumas das músicas de Puffy. Também foi exibido pelo Cartoon Network, uma versão com legendas, contendo as vozes originais das cantoras. Em outubro do mesmo ano, a TV Tokyo começou a exibir a versão japonesa da série, que eventualmente também foi para o Cartoon Network Japão em 8 de janeiro de 2006. Hi Hi Puffy AmiYumi também estreou em outros países, como o Brasil, dublado em português, transmitido no Cartoon Network.
Yumi disse em uma entrevista para o LiveDaily:
| “ | O desenho animado nos deu uma grande oportunidade de apresentar nossa música para um novo público. Quando saímos em turnê, depois que a série animada começou a ser exibida, tantas criancinhas vieram ao nosso show. Nós sempre tivemos vontade de que todos os públicos pudessem escutar nossa música. | ” |

Puffy AmiYumi fez uma aparição no Macy's Thanksgiving Day Parade em 2005, onde também foi representada pelo seu próprio balão flutuante de Hi Hi Puffy AmiYumi.  Em 16 de janeiro de 2006, Ami e Yumi foram nomeadas embaixadoras da boa vontade para os Estados Unidos como parte da campanha do governo japonês para incentivar o turismo no Japão. No dia 28 de julho de 2006, foi lançado o mais novo album da dupla, nomeado como Splurge, ele ficou na posição 19 da Oricon por 5 semanas.  Elas começaram sua turnê de 10º aniversário no Japão em 14 de abril de 2006, em seguida, visitaram a Costa Leste dos Estados Unidos com a turnê Tour '06 Splurge! Splurge! Splurge! a partir de julho de 2006, coincidindo com a estréia do seu novo programa de televisão, Hi Hi Puffy Bu. 

### 2007–09: Novos rumos

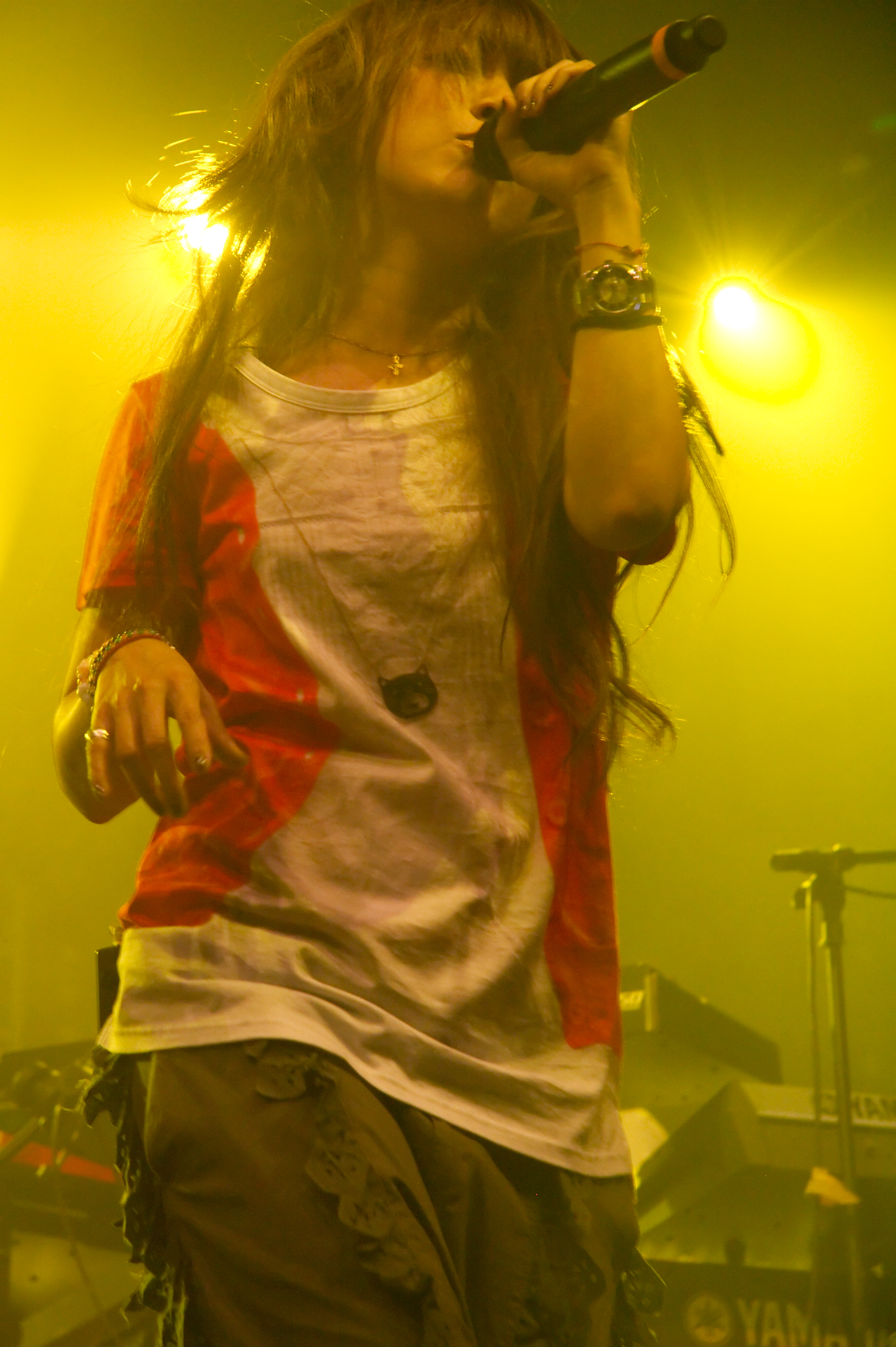
Ami Onuki na Japan Expo 2009. (julho de 2009)

No começo de 2007, mais exatamente no dia 14 de fevereiro, é lançado o álbum Hit & Fun pela banda, ficando na nona posição da Oricon por seis semanas.  Hit & Fun é a segunda maior compilação de sucessos de PUFFY no Japão em 10 anos, o disco teve algumas diferenças dos outros trabalhos, se tornando um destaque para o público. Mais tarde, elas lançam um novo single, intitulado boom boom beat, no dia 18 de agosto, conseguindo um fraco desempenho na Oricon, e ficando na posição 47 por 4 semanas.  Elas também anunciaram cinco shows nos Estados Unidos para divulgação de sua nova turnê, a honeysweeper tour e posaram para a linha de roupas de Annie Leibovitz.  Também foi divulgado o primeiro single do novo álbum do grupo, nomeado como Oriental Diamond, e também foi informada a data de lançamento do novo CD, para 26 de setembro.  O álbum HoneyCreeper é lançado no dia que estava programado, ficando na posição 27 da Oricon por 6 semanas.  Elas também foram garotas propaganda da linha de aviões ANA.
Em abril de 2008, elas anunciaram um novo single, nomeado All Because Of You, com data de lançamento para 21 de Maio. A faixa título do single foi escrita pela cantora Avril Lavigne e pelo cantor e compositor Butch Walker. Como celebração para o lançamento deste single, a PUFFY havia anunciado três shows em Osaka, Nagoya e Tóquio para os dias 8, 9 e 11 de Julho.  Mais tarde, foi anunciado mais um single, chamado My Story, para a Kanebo Cosmetics, empresa da qual as garotas estrelavam os comerciais. A música foi escrita por elas mesmas. Elas também participaram de um álbum tributo a cantora Cindy Lauper, chamado We Love Cyndi -Tribute to Cyndi Lauper, com participações de diversos cantores japoneses.  No final do ano, elas lançaram mais um single, nomeado Hiyori hime, escrito pela cantora Shiina Ringo e usado na abertura do anime Genji Monogatari Sennenki Genji.  No começo de 2009, elas anunciaram um álbum de covers, nomeado como Puffy Amiyumi x Puffy para 25 de março  e participaram do álbum em tributo a banda Judy and Mary.  Depois de 2 anos sem lançar álbuns de estúdio, a dupla anunciou Bring it! para o dia 17 de junho,  além da confirmação de participação no evento Japan Expo 2009 na França.  Ainda em julho, elas participaram da trilha-sonora do filme Gekijōban Naruto Shippuden: Hi no Ishi wo Tsugumono, com o single Dareka ga, feito exclusivamente para a franquia.  Bring it! ficou na décima sétima posição da Oricon durante cinco semanas. 

### 2010–presente: Tributos,Datsu DystopiaeThe Carrie Diaries
Em julho de 2010, foi anunciado que a banda PUFFY estaria presente no New York Anime Festival, para uma apresentação no dia 10 de outubro daquele ano. Elas também estariam presentes na New York Comic-Con, para conversar e distribuir autógrafos para os fãs.  No final de 2010, é lançado o novo single da dupla, nomeado como R. G. W., ele ficou na posição 44 da Oricon durante 2 semanas, o pior número para um single de PUFFY.  Em 2011, a banda anuncia um novo single, intitulado Sweet Drops, que foi música tema do anime Usagi Drop.  Sweet Drops foi lançado no dia 17 de setembro na trigésima quarta posição da Oricon por três semanas consecutivas.  Mais tarde, a banda lançou um álbum intitulado 15, em comemoração aos 15 anos da banda, com músicas clássicas como Asia no Junshin. As ilustrações do albúm foram feitas por Rodney Alan Greenblat, o mesmo responsável pelas capas dos discos norte-americanos de PUFFY. 
Em março de 2012, foi anunciado o novo single da dupla, nomeado como Tomodachi no Wao!, com produção de Ishino Takkyu, feito para o anime Shimajiro no Wao!.   Também foi anunciado um álbum em tributo a banda, que foi lançado em 7 de julho no Japão com o nome de PUFFY COVERS, com participação de artistas como Fujifabric e Guitar Wolf.  Atualmente, foi anunciado o novo single da dupla, sob o nome de Datsu Dystopia, que foi lançado em 22 de maio de 2013, sendo usado em comercial da empresa H.I.S.  No dia 2 de agosto de 2013, a banda se apresentou no Rock in Japan Festival, abrindo o evento com sucessos da banda, e sendo seguidas pela cantora Kyary Pamyu Pamyu.   No dia seguinte, elas se apresentaram em Taiwan no Formoz Festival 2013, junto com outras bandas.  O single Tomodachi no Wao! esteve incluído na trilha-sonora do filme Shimajiro's Wow - Song of Shimajiro and Whale, que estreou dia 14 de março de 2014 no Japão.  O grupo, junto com o cantor Rolly Teranishi, vão interpretar a música-tema da série The Carrie Diaries no Japão, nomeada como "Himitsu no Gimme Cat ～Ufufu honto yo～".  Em 11 de abril de 2014, o grupo, e o cantor ROLLY se juntaram em um evento em Tóquio para divulgar a canção, que foi liberada no dia seguinte.   A dupla também se apresentou vestidas com quimonos no SMA AWARDS, sendo uma das atrações da premiação.   Em 23 de abril de 2014, a banda anunciou um novo single chamado “Himitsu no Gimme Cat -Ufufu Honto yo-”, acompanhado de uma nova turnê com o título de "SWAG,SWAG,SWAG".  Em 9 de Abril de 2015, a banda deve se apresentar como parte do festival Billboard Show.  Em 2016 o grupo anunciou o lançamento do álbum "20th ANNIVERSARY BEST ALBUM" em comemoração aos 20 anos da banda. O disco foi lançado em 6 de Abril com ilustrações inspiradas em Fujio Akatsuka. 

## Discografia
A discografia da banda consiste em treze álbuns de estúdio, quatro coletâneas musicais, dois álbuns de remixes, doze vídeo álbuns e trinta e três singles. Os discos do grupo foram produzidos pela Epic Records e Sony Music Entertainment. No total, o grupo vendeu mais de 14 milhões de discos.
Seu primeiro single Asia no Junshin tornou-se um hit instantâneo no Japão, onde vendeu mais de um milhão de discos e ajudou a catapultar o grupo.  O primeiro álbum do grupo, nomeado como AmiYumi, foi lançado em 22 de julho de 1996 no Japão, e ficou na terceira posição da Oricon durante 36 semanas seguidas, vendendo 3 milhões de cópias. Jet-CD é o seu álbum mais bem sucedido (tendo vendido mais de um milhão de cópias, só no Japão).  Kore ga Watashi no Ikiru Michi é o seu single de maior sucesso (tendo vendido mais de 1,5 milhões de cópias somente no Japão). 

## Características artísticas

### Imagem
Sam Weller, do jornal norte-americano, Chicago Tribune, publicou uma matéria sobre a natureza do sucesso da banda no Japão, no qual ele chamava as garotas de 'Beatles Japoneses'. "O reino do J-pop se encontra com o gênero doce, pegajoso e hiper-melódico da música pop japonesa inteligente, Puffy AmiYumi, que nasceram para reinar e se tornarem rainhas." Ele também afirmou que elas surgiram da mesma forma que muitas outras bandas de sucesso, como Backstreet Boys e as Spice Girls, e trazem músicas adultas para um público mais jovem. 
No The New York Times, Steve McClure, presidente da Billboard na Ásia, fez uma matéria aonde ele comparou a banda a dupla Pink Lady, que tentou levar um show sobre variedades para os Estados Unidos. No entanto, diferente da dupla, que fracassou na tentativa, McClure se mostrou bem confiante quanto ao sucesso da banda. Em entrevista, Sam Register, criador de Hi Hi Puffy AmiYumi, disse que "o conceito básico da banda é que Ami e Yumi são estrelas do rock japonesas, e que elas são amigas".  Em 2006, elas foram nomeadas embaixadoras da amizade nos Estados Unidos pela Organização das Nações Unidas.   A Folha de S.Paulo nomeou a banda como ícones da cultura japonesa em 2008. 

### Estilos musicais

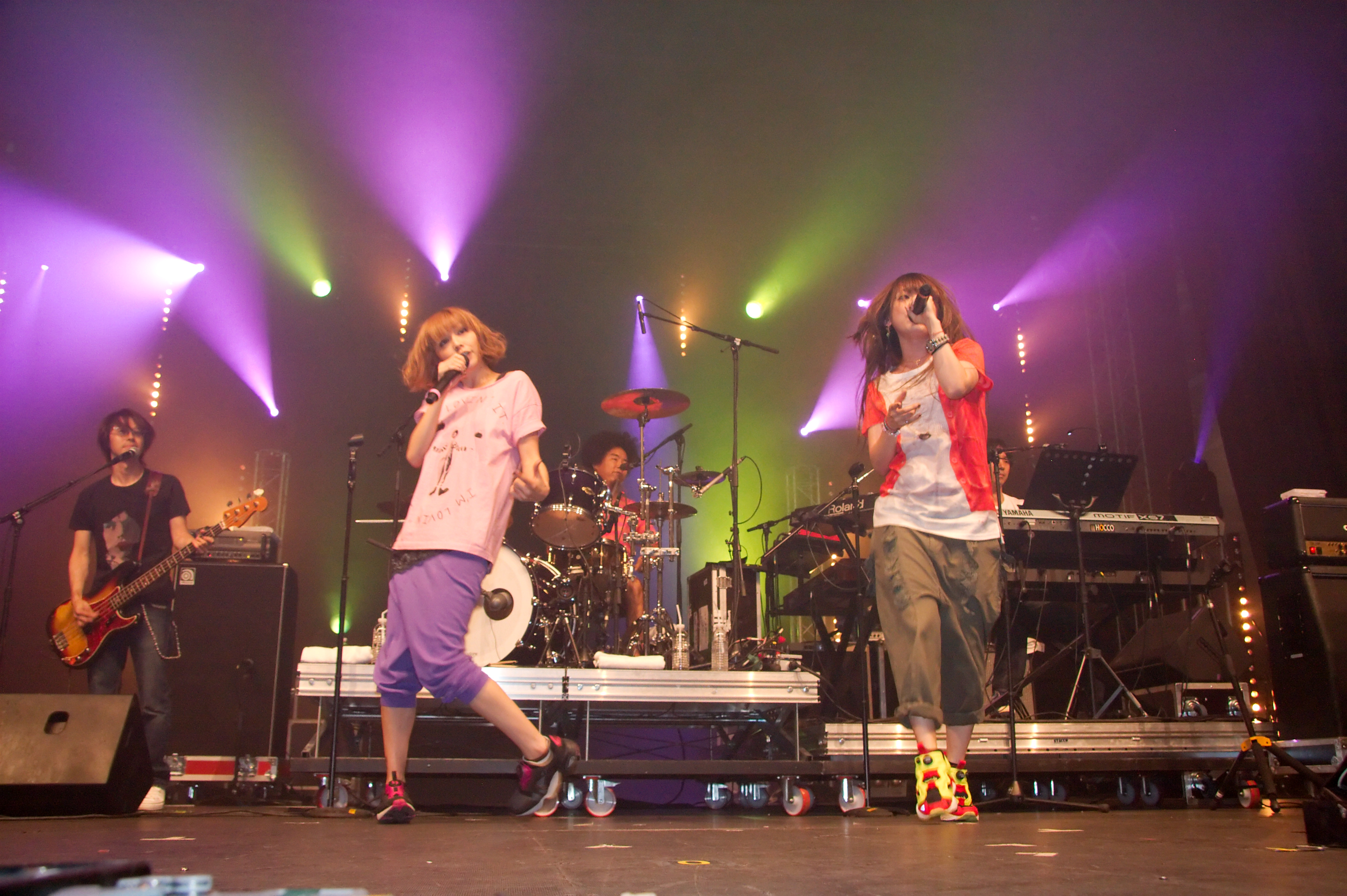
Puffy AmiYumi na Japan Expo em 2009

O estilo musical da banda é classificado como música pop, com elementos de rock, jazz e com o embalar das músicas populares da década de 70. Sam Register, em entrevista ao Tribune, classificou a banda como "uma mistura de The Who e Blondie e um pouco de Elvis Costello. No entanto, com a identidade própria da banda".  Marc Weingarten, do Los Angeles Times, disse que a música da dupla "é rica em sonoridade, alegre e totalmente ligada ao final dos anos 70, com o New Wave, fazendo a abordagem da banda ser refrescante e inocente". Ele também afirmou que a banda é muito superior a bandas como Pizzicato Five e Cibo Matto.  Segundo Ami, o estilo do grupo é livre, sempre tentando experimentar novas ideias e estilos musicais.  Yumi Yoshimura, integrante da banda, falou sobre o estilo musical de PUFFY:
| “ | "Nosso estilo é simplesmente pop. Não é porque uma música é cantada em inglês que ela pode ser classificada como American Music. Se as nossas canções deixam as pessoas felizes, nós ficamos felizes, e é isso o que importa." | ” |

### Influências

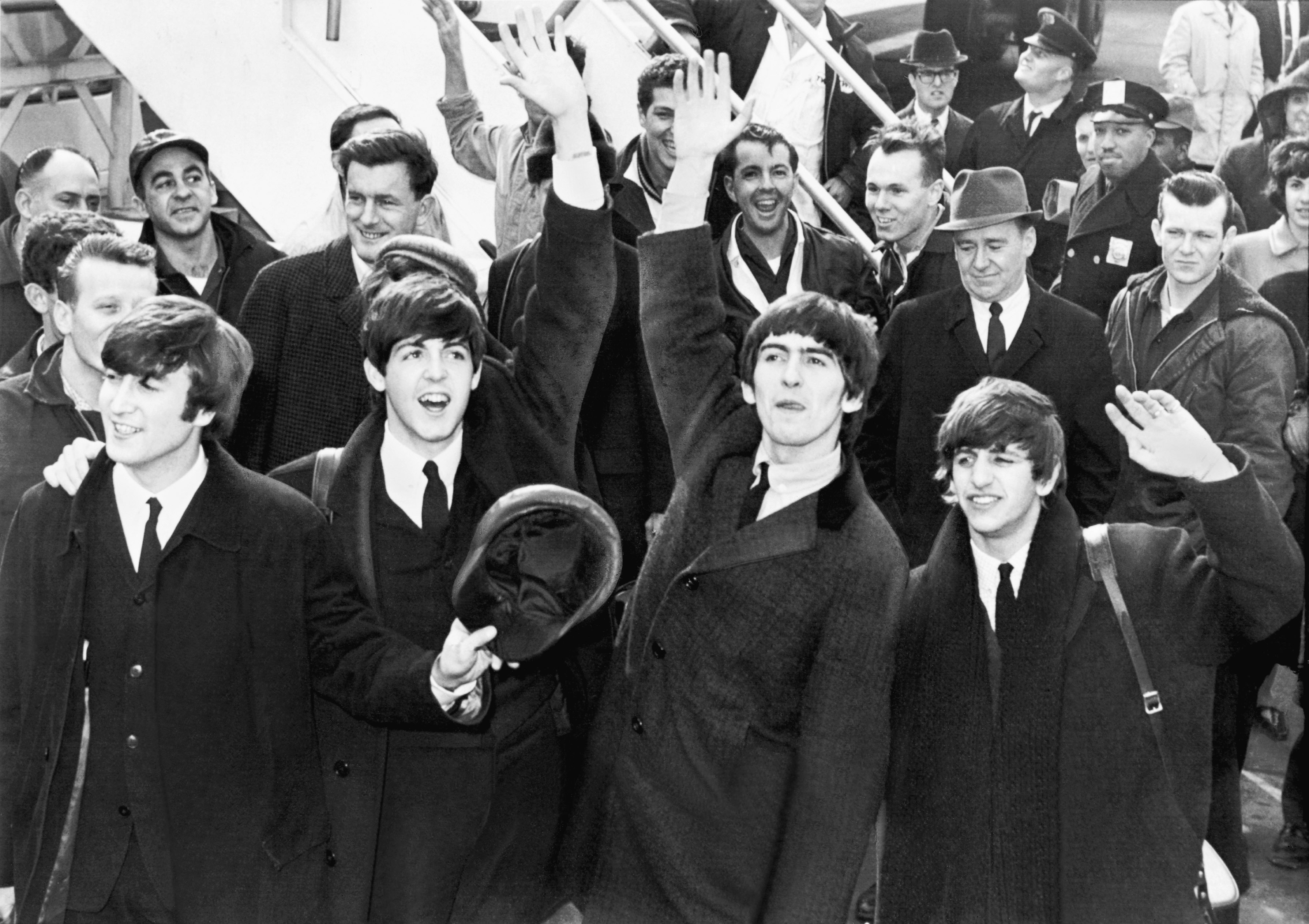
Os críticos consideram a banda The Beatles como a maior influência para PUFFY.

Em entrevista ao jornal The New York Times, Tamio Okuda, produtor da banda, afirmou que as meninas gostam de música pop e também de rock, além de uma grande paixão pela discoteca dos anos 70. Ele também disse que as maiores influências do grupo são os The Beatles, a banda The Who, Rockpile e Elvis Costello.  Segundo Ami e Yumi, as maiores influências da banda são Tamio Okuda, The Blue Hearts, Boom Boom Satellites, e Blankey Jet City.  Elas também já declararam que são fãs de Cindy Lauper desde pequenas, e chegaram a regravar a famosa música Girls Just Wanna Have Fun da cantora.  Ainda assim, a maioria dos críticos consideram que os Beatles é a maior influência sobre o grupo, devido as letras e sonoridades parecidas.

## Filmografia

### Televisão
Em abril de 1997, começou a ser exibido um programa novo na TV japonesa, pela TV Kanagawa, sob o nome de Saku Saku Morning Call. Uma semana depois, no dia 14 de abril de 1997, PUFFY começou a apresentar este programa. O programa falava sobre música, e tinha entrevistas com celebridades japonesas. A banda ficou no comando do programa matutino até 1998, sendo substituídas em 6 de abril.  Antes do fim da apresentação de PUFFY no Saku SAKU Morning Call, elas estrearam em 1 de outubro de 1997, o programa Pa-Pa-Pa-Pa-Puffy, que era um talk-show aonde Ami e Yumi apresentavam uma diversidade de assuntos, e chegaram a entrevistar celebridades famosas mundialmente, como Sylvester Stallone. O programa foi transmitido pela TV Asahi até 2002.   Mais tarde, após conhecerem Sam Register, elas foram convidadas para estrelarem o tema de abertura da série animada Os Jovens Titãs, com exibições do vídeo-clipe da música pelo Cartoon Network.  Elas também estrelaram uma série animada, inspirada nas próprias cantoras, sob o nome de Hi Hi Puffy AmiYumi, que estreou no dia 19 de novembro de 2004 pelo Cartoon Network,  e teve sua última exibição no ano de 2006.  Em comemoração aos 10 anos da banda, foi exibido um programa especial de verão, chamado Hi Hi Puffy Bu, novamente pela TV Asahi, aonde as duas faziam diversas atividades. Era um pequeno programa, com duração de 10 minutos por episódio. Ele terminou mostrando cenas dos outros episódios.  Atualmente, elas desempenharam o tema de abertura do anime Usagi Drop, nomeada Sweet Drops. Elas também estão trabalhando no tema de abertura da série The Carrie Diaries. 

### Filmes[93]
Em 2002, ambas fizeram uma participação rápida no filme Mohou-han (mais conhecido como Copycat Killer). Elas são parte de um comercial de TV que é mostrado dentro do filme. A capa do disco The Hit Parade também faz uma aparição em um ônibus. Em 2004, Yumi foi parte do elenco do filme Walking the Dog (nome original: Inu to Arukeba: Chirori to Tamura) com a personagem Ryoko Tajima. Este filme ganhou o prêmio de Melhor Filme no Shanghai International Film Festival. No mesmo ano, ela estrelou outro filme, o The Neighbor No. Thirteen, baseado no mangá Santo Inoue. Neste filme, ela fez a personagem Nozomi Akai. Em 2007, ela fez parte do filme Love Death.
| Ano  | Título                   | Personagem       | Nota                                     |
| ---- | ------------------------ | ---------------- | ---------------------------------------- |
| 1997 | Saku Saku Morning Call   | Apresentadoras   |                                          |
| 1998 | Pa-Pa-Pa-Pa-Puffy        | Apresentadoras   |                                          |
| 2003 | Os Jovens Titãs          | Tema de abertura |                                          |
| 2004 | Hi Hi Puffy AmiYumi      | Elas mesmas      | Aparições em pequenos segmentos          |
| 2006 | Hi Hi Puffy Bu           | Apresentadoras   | 10 minutos por episódio                  |
| 2011 | Usagi Drop               | Tema de abertura |                                          |
| 2012 | Shimajiro no Wao!        | Tema de abertura |                                          |
| 2013 | Os Jovens Titãs em Ação! | Tema de abertura |                                          |
| 2014 | The Carrie Diaries       | Tema de abertura | Em conjunto com o cantor Rolly Teranishi |

| Ano  | Nome                                                | Personagem              |
| ---- | --------------------------------------------------- | ----------------------- |
| 2002 | Copycat Killer (Mohou-han)                          | (participação especial) |
| 2004 | Walking the Dog (Inu to Arukeba: Chirori to Tamura) | Ryoko Tajima (por Yumi) |
| 2004 | The Neighbor No. Thirteen (Rinjin 13-go)            | Nozomi Akai (por Yumi)  |
| 2007 | Love Death                                          | (participação especial) |

## Merchandising

Personagens da linha de brinquedos Koeda-chan inspiradas na banda.

Logo depois do lançamento de Asia no Junshin, quando elas ficaram famosas no estrelato, a Takara Tomy negociou uma versão da famosa boneca Jenny para a dupla, que aceitou posteriormente. Durante alguns anos, a boneca ganhou outras versões baseadas nos visuais das PUFFY, até se extinguir. Algum tempo depois, elas ganharam sua própria scooter pela Yamaha, e também abriram um contrato com a empresa de cosméticos Shiseido, além do fato de que estrelaram diversos comerciais durante a década de 90.  Elas também licenciaram marcas de roupas e calçados, que se tornaram sensações entre as adolescentes japonesas.  Quando Hi Hi Puffy AmiYumi foi lançado pelo Cartoon Network, logo depois, a empresa norte-americana fechou contrato com a Mattel, a maior empresa de brinquedos do mundo, para fabricação de brinquedos das personagens da série animada.  Também houve diversos outros produtos lançados no mercado com a marca do desenho. A Mattel também lançou bonecas das próprias cantoras, posteriormente, que cantavam e vinham com vários acessórios.  Em 2007, elas foram garotas propaganda da Kanebo Cosmetics, na linha de batons Lavshuca.  Também foram fotografadas por Annie Leibovit para a nova coleção da The Gap.  Elas também são garotas propaganda dos walkman's da Sony no Japão desde 2008.  Em 2008, elas voltaram a ser garotas propaganda da Yamaha. Em 2011, a Takara Tomy convidou as duas para se tornarem personagens da linha de brinquedos Koeda-chan, aonde ambas as integrantes ganharam versões em brinquedo. 